# Aire d'attraction d'Avesnes-sur-Helpe
L'aire d'attraction d'Avesnes-sur-Helpe est un zonage d'étude défini par l'Insee pour caractériser l’influence de la commune d'Avesnes-sur-Helpe sur les communes environnantes. Publiée en octobre 2020, elle se substitue à l'aire urbaine d'Avesnes-sur-Helpe, qui comportait 5 communes dans le zonage de 2010.

## Définition
L'aire d'attraction d'une ville est composée d’un pôle, défini à partir de critères de population et d’emploi ainsi que d’une couronne constituée des communes dont au moins 15 % des actifs travaillent dans le pôle. Le pôle d’attraction constitue ainsi un point de convergence des déplacements domicile-travail,.

## Géographie
L’aire d'attraction d'Avesnes-sur-Helpe est une aire intra-départementale qui comporte 14 communes dans le département du Nord. 

### Carte

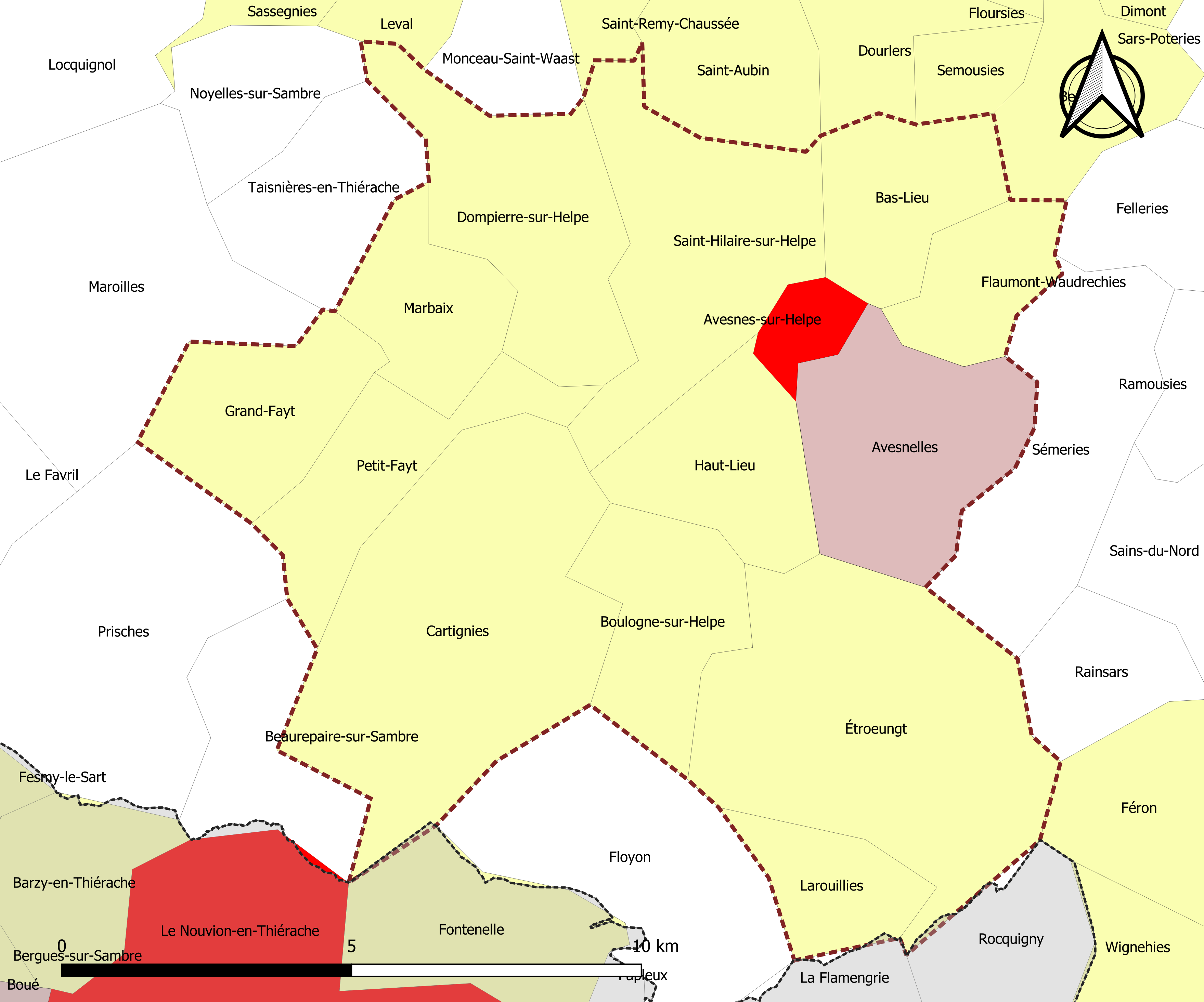
Carte de l'aire d'attraction d'Avesnes-sur-Helpe.
Commune-centre
Commune du pôle principal
Commune de la couronne

### Composition communale
| Nom                                | Code Insee | Département | Statut                    | Superficie (km2) | Population (dernière pop. légale) | Densité (hab./km2) | Modifier                                    |
| ---------------------------------- | ---------- | ----------- | ------------------------- | ---------------- | --------------------------------- | ------------------ | ------------------------------------------- |
| Avesnes-sur-Helpe (commune-centre) | 59036      | Nord        | commune-centre            | 2,31             | 4 088 (2022)                      | 1 770              | modifier les données · modifier les données |
| Avesnelles                         | 59035      | Nord        | commune du pôle principal | 12,71            | 2 254 (2022)                      | 177                | modifier les données · modifier les données |
| Bas-Lieu                           | 59050      | Nord        | commune de la couronne    | 7,62             | 344 (2022)                        | 45                 | modifier les données · modifier les données |
| Boulogne-sur-Helpe                 | 59093      | Nord        | commune de la couronne    | 8,70             | 294 (2022)                        | 34                 | modifier les données · modifier les données |
| Cartignies                         | 59134      | Nord        | commune de la couronne    | 26,41            | 1 234 (2022)                      | 47                 | modifier les données · modifier les données |
| Dompierre-sur-Helpe                | 59177      | Nord        | commune de la couronne    | 13,20            | 837 (2022)                        | 63                 | modifier les données · modifier les données |
| Étrœungt                           | 59218      | Nord        | commune de la couronne    | 25,10            | 1 255 (2022)                      | 50                 | modifier les données · modifier les données |
| Flaumont-Waudrechies               | 59233      | Nord        | commune de la couronne    | 5,70             | 345 (2022)                        | 61                 | modifier les données · modifier les données |
| Grand-Fayt                         | 59270      | Nord        | commune de la couronne    | 8,80             | 471 (2022)                        | 54                 | modifier les données · modifier les données |
| Haut-Lieu                          | 59290      | Nord        | commune de la couronne    | 9,00             | 374 (2022)                        | 42                 | modifier les données · modifier les données |
| Larouillies                        | 59333      | Nord        | commune de la couronne    | 5,40             | 239 (2022)                        | 44                 | modifier les données · modifier les données |
| Marbaix                            | 59374      | Nord        | commune de la couronne    | 6,62             | 468 (2022)                        | 71                 | modifier les données · modifier les données |
| Petit-Fayt                         | 59461      | Nord        | commune de la couronne    | 8,16             | 286 (2022)                        | 35                 | modifier les données · modifier les données |
| Saint-Hilaire-sur-Helpe            | 59534      | Nord        | commune de la couronne    | 15,41            | 767 (2022)                        | 50                 | modifier les données · modifier les données |

## Démographie
Cette aire est catégorisée dans les aires de moins de 50 000 habitants, une catégorie qui regroupe 12,2 % de la population au niveau national,.